# Xã Washington, Quận Crawford, Kansas
Xã Washington (tiếng Anh: Washington Township) là một xã thuộc quận Crawford, tiểu bang Kansas, Hoa Kỳ. Năm 2010, dân số của xã này là 3.501 người.